# 糊塗情報員
《糊塗情報員》（中國大陆译作《糊涂侦探》、《妙探史马特》）是一部挖苦情報員類型的美國喜劇，在1960年代中葉很受觀眾們的喜愛。它由1965年9月18日至1969年9月於NBC上播放，由1969年9月26日至1970年9月11日於CBS上播放，共138集。
這些影集由梅爾·布魯克斯和巴克·亨利所編導，贏過七次艾美獎且在其他十四次艾美獎及兩次金球獎中被提名。
台灣電視公司曾於1989年至1991年間播出過這部美國影集。

## 電影
- 1980年《祼蛋大進出》（The Nude Bomb）
- 1989年《糊塗情報員電影版》（Get Smart, Again!）

ABC播放的電視電影，中華電視公司曾播出過這部電視影集。
- 2008年（Get Smart）

美國、台灣於6月20日上映，台灣先前又有暫譯『神探蓋聰明』一名。

## 外部連結
- 互联网电影数据库（IMDb）上《Get Smart (original series)》的资料（英文）
- 互联网电影数据库（IMDb）上《The Nude Bomb (1980)》的资料（英文）
- 互联网电影数据库（IMDb）上《Get Smart, Again! (1989)》的资料（英文）
- 互联网电影数据库（IMDb）上《Get Smart (1995 series)》的资料（英文）
- Museum of Broadcast Communications （页面存档备份，存于）
- Would You Believe? （页面存档备份，存于）
- Petition to bring "Get Smart" back to TV Land — TVLand Boardroom?
- Get Smart Trailer （页面存档备份，存于） (Fan site)